# Kolmogorov–Szmirnov-próba
A Kolmogorov–Szmirnov próba egy statisztikai teszt, ami a nem-paraméteres próbák közé tartozik. A teszt két minta eloszlásának összehasonlítására alkalmas. Egymintás t-próbát vizsgálunk vele a tapasztalati és az elméleti eloszlásfüggvény eltérésének maximuma alapján. Alkalmas arra, hogy két valószínűségi változó eloszlását összehasonlítsuk, vagy ellenőrizzük, hogy egy valószínűségi változónak csakugyan az az eloszlása, amit feltételeztünk.
A próbát Andrej Nyikolajevics Kolmogorov dolgozta ki.

## Magyarázata
Legyen X a vizsgált statisztika, aminek eloszlása nem ismert, de feltételezzük, hogy megegyezik az F0 eloszlással. Nullhipotézisünk tehát:
{\displaystyle \!\,H_{0}:F_{X}(x)=F_{0}(x)}
Az ellenhipotézis:
{\displaystyle H_{1}:F_{X}(x)\neq F_{0}(x)}
A próba a {\displaystyle F_{n}} tapasztalati eloszlást hasonlítja össze az {\displaystyle F_{0}} eloszlással a
{\displaystyle d_{n}=\|F_{n}-F_{0}\|=\sup _{x}|F_{n}(x)-F_{0}(x)|,}
tesztstatisztika segítségével, ahol sup a szuprémumot jelöli. A Glivenko–Cantelli-tétel szerint a tapasztalati eloszlásfüggvény egyenletesen tart a valódi eloszlásfüggvényhez, vagyis H0 esetén F0-hoz. H1 esetén nagyobb értékek adódnak. A tesztstatisztika független az F0 eloszlástól. Ha a tesztstatisztika értéke nagyobb mint ami a táblázatban meg van adva, a H0 hipotézis valószínűleg nem teljesül, ezért elvetjük.

## Egymintás próba
Legyen X a megfigyelt valószínűségi változó, és legyenek a megfigyeléseink xi (i = 1,...,n)! Ezekből a megfigyelésekből számíthatjuk az S(xi) relatív gyakoriságokat. Az így kapott tapasztalati eloszlást hasonlítjuk össze a feltételezett eloszlással, ami az egyes értékekre az F0(xi) értékeket adja. Ha X a feltételezett eloszlásból származik, akkor a két függvény értékeinek egymás közelében kell lenniük. Tehát kiszámítjuk a
{\displaystyle d_{oi}=|S(x_{i})-F_{0}(x_{i})|~}
és a
{\displaystyle d_{ui}=|S(x_{i-1})-F_{0}(x_{i})|~}
abszolút különbséget minden i-re. Kiválasztjuk a dmax maximumot a két sorozat uniójából. Ha ez a dmax nagyobb, mint egy előre meghatározott dα, akkor a nullhipotézist az α szinten elvetjük.
A kritikus értékeket az n=40 mintadarabszámig tabellázzák. Nagyobb mintákra a
{\displaystyle {\text{d}}_{\alpha }={\frac {\sqrt {\ln \left({\frac {2}{\alpha }}\right)}}{\sqrt {2n}}}}
képletet használják.
A képlet ezeket a dα értékeket adja a különböző konfidenciaintervallumokra:
| α szignifikanciaszint | dα        |
| --------------------- | --------- |
| 20%                   | 1,07/√n   |
| 10%                   | 1,22/√n   |
| 5%                    | 1.3581/√n |
| 2%                    | 1,52/√n   |
| 1%                    | 1,6276/√n |

## Kétmintás próba
Kétmintás esetben a próbában az elméleti eloszlásfüggvényt a másik minta tapasztalati eloszlása helyettesíti:
{\displaystyle D_{n,n'}=\sup _{x}|F_{1,n}(x)-F_{2,n'}(x)|,}
ahol {\displaystyle F_{1,n}} az első és {\displaystyle F_{2,n'}} a második minta tapasztalati eloszlása. A nullhipotézist {\displaystyle \alpha } szinten elvetjük, ha
{\displaystyle {\sqrt {\frac {nn'}{n+n'}}}D_{n,n'}>K_{\alpha }.}
A kétmintás próba működik akkor is, ha a minták elméleti eloszlása ismeretlen. Ez a próba a két eloszlást hasonlítja össze, hogy ugyanabból az elméleti eloszlásból származnak-e. A kritikus értékei szintén táblázatból olvashatók ki és a későbbi publikációk a Gumbel-eloszlással is foglalkoznak. A próba nem alkalmas az előtte-utána vett minták összehasonlítására.

## Tulajdonságai
A Kolmogorov–Szmirnov-próba a χ²-próbával szemben kis elemszámú minták vizsgálatára is alkalmas.
Mint nem paraméteres próba nagyon stabil. Eredetileg folytonos eloszlásokra készült, de alkalmas diszkrét vagy rangskálázott értékek vizsgálatára is. Ekkor azonban ritkábban lehet elvetni a nullhipotézist, mint folytonos esetben.
Nagy előnye abban áll, hogy eloszlásfüggetlen, és nem csak normális eloszlásból származó statisztikák vizsgálatára alkalmas. A próbastatisztika minden folytonos eloszlásra ugyanazt az eloszlást követi, emiatt széles körben használható. Hátránya, hogy kicsi az ereje. A Lilliefors-próba a Kolmogorov–Szmirnov-próba egy erősebb változata csak normális eloszlásokra. Lehetséges alternatívái a Cramér–von Mises-teszt, ami egy és két mintás esetre is alkalmas, vagy az Anderson–Darling-próba csak az egymintás esetre.
Ha F(x) függ az Xi adatoktól, akkor az elméleti háttér által megadott módott generált kritikus értékek érvénytelenek. Néhány ilyen esetre készültek táblázatok, máskor azonban a Monte Carlo-módszert használják. Léteznek táblázatok normális, exponenciális, és Gumbel-eloszláshoz.
A Kolmogorov–Szmirnov-próba megfordítható F(x) konfidenciahatárainak megállapításához. Ha Dα a próbastatisztika kritikus értéke úgy, hogy P(Dn > Dα) = α,
akkor az F0(x) körüli ±Dα szélességű sáv 1 − α valószínűséggel tartalmazza a teljes F(x)-et.

## Példa

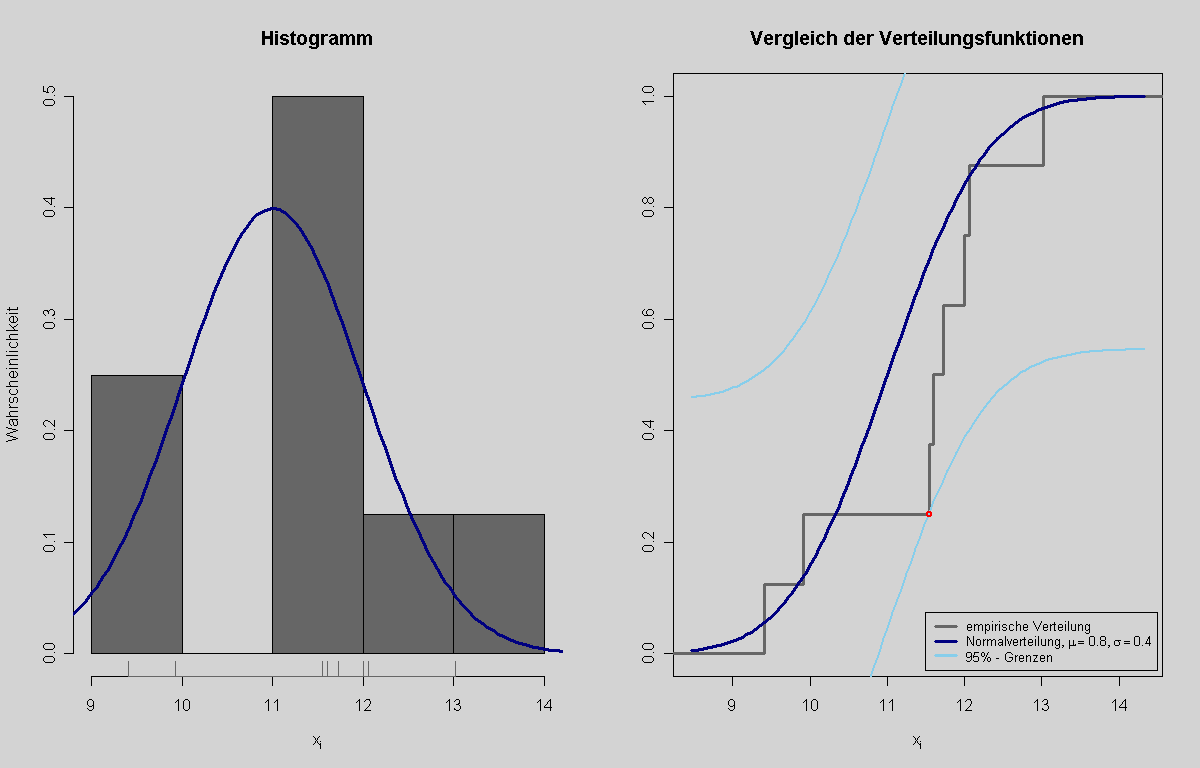
A példa elméleti és tapasztalati eloszlásának összehasonlítása: balra a hisztogram a normális eloszlás sűrűségfüggvényével, jobbra az elméleti és a tapasztalati eloszlásfüggvény

Egy értékes parfümöket gyártó vállalatnál a minőségbiztosítás keretében ellenőrizték az egy flakonba jutóparfüm mennyiségét. A minta elemszáma n = 8, és a vizsgált mennyiség az egy flakonba töltött parfüm mennyisége milliliterben, amit a továbbiakban x jelöl. A várt eloszlás az {\displaystyle \mu =11} és {\displaystyle \sigma ^{2}=\sigma =1} paraméterű normális eloszlás. Azt vizsgáljuk, hogy az eloszlás megfelel-e ennek. Tehát a nullhipotézis:
{\displaystyle H_{0}:F(x)=F_{0}(x)=\Phi (x|11;1)}
ahol Φ a normális eloszlás jele. A vizsgálatot az α = 0,05 szignifikanciaszinten végezték.
A számított értékek:
| i | xi    | S(xi) | Fo(xi) | S(xi-1)-Fo(xi) | S(xi)-Fo(xi) |
| 1 | 9,41  | 0,125 | 0,056  | -0,056         | 0,069        |
| 2 | 9,92  | 0,250 | 0,140  | -0,015         | 0,110        |
| 3 | 11,55 | 0,375 | 0,709  | -0,459         | -0,334       |
| 4 | 11,60 | 0,500 | 0,726  | -0,351         | -0,226       |
| 5 | 11,73 | 0,625 | 0,767  | -0,267         | -0,142       |
| 6 | 12,00 | 0,750 | 0,841  | -0,216         | -0,091       |
| 7 | 12,06 | 0,875 | 0,855  | -0,105         | 0,020        |
| 8 | 13,02 | 1,000 | 0,978  | -0,103         | 0,022        |

ahol xi az i-edik megfigyelés, S(xi) a számlálófüggvény értéke, és F0(xi) a normális eloszlásfüggvény értéke az xi helyen. A többi oszlop a differenciákat mutatja. Az {\displaystyle n=8} mintamérethez és az {\displaystyle \alpha =0,05} szignifikanciaszinthez a 0,457 kritikus érték tartozik, tehát a Kolmogorov–Szmirnov-próba szerint a nullhipotézist elvetjük. Mivel azonban a 0,459 érték ehhez nagyon közeli, ezért nem olyan valószínűtlen, hogy a nullhipotézis nem igaz, de az alternatív hipotézis valószínűsége nagyobb. Ezért valószínűbb, hogy az eloszlás nem {\displaystyle \mu =11} és {\displaystyle \sigma ^{2}=\sigma =1} paraméterű normális eloszlás, hanem vagy mások a paraméterei, vagy nem normális az eloszlás.

## Elméleti háttere
A Kolmogorov-eloszlás a
{\displaystyle K=\sup _{t\in [0,1]}|B(t)|}
véletlen valószínűségi változó eloszlása, ahol B(t) a szimmetrikus bolyongás. K kumulatív eloszlása
{\displaystyle \operatorname {Pr} (K\leq x)=1-2\sum _{k=1}^{\infty }(-1)^{k-1}e^{-2k^{2}x^{2}}={\frac {\sqrt {2\pi }}{x}}\sum _{k=1}^{\infty }e^{-(2k-1)^{2}\pi ^{2}/(8x^{2})}.}
A Kolmogorov–Szmirnov-próba statisztikát és a hozzá tartozó aszimptotikus eloszlást Andrej Kolmogorov publikálta. Véges minták tesztstatisztikájának eloszlására rekurzív alakban is elérhető. A valószínűségek konkrét értékeit először Nyikolaj Vasziljevics Szmirnov publikálta, táblázatos formában.
A nullhipotézis teljesülése esetén
{\displaystyle {\sqrt {n}}D_{n}{\xrightarrow {n\to \infty }}\sup _{t}|B(F(t))|}
ahol F(x) a nullhipotézisben megadott elméleti eloszlásfüggvény. Ha F folytonos, akkor {\displaystyle {\sqrt {n}}D_{n}} a Kolmogorov-eloszláshoz tart, függetlenül F-től, ahogy a Kolmogorov-tétel állítja.
Az illeszkedés jóságát a kritikus érték adja meg. Az {\displaystyle \alpha } szinten a nullhipotézist elvetjük, ha
{\displaystyle {\sqrt {n}}D_{n}>K_{\alpha },\,}
ahol Kα innen számítható:
{\displaystyle \operatorname {Pr} (K\leq K_{\alpha })=1-\alpha .\,}
A teszt aszimptotikus ereje 1.

## Magasabb dimenzióban
Magasabb dimenziókra a próbát módosítani kell, mivel a több dimenziós eloszlásfüggvények közötti különbség nem egyezik meg a komplementer eloszlásfüggvények különbségével. Így a maximális különbség függ attól, hogy például két változó esetén az {\displaystyle \Pr(x<X\land y<Y)} vagy az {\displaystyle \Pr(X<x\land Y>y)} vagy a fennmaradó két lehetőség egyikét használják-e. Egyedül azt követelik meg, hogy az eredmény független legyen ettől a választástól.
Egy másik megközelítésben a minták összes párosítását számításba veszik, és tekintik az így előállt Kolmogorov–Szmirnov-statisztikákat. d dimenzióban 2d−1 ilyen független rendezés van. Az egyik változatot Peacock, egy másikat Fasano & Franceschini vezetett be. A kritikus értéket szimulációval állítják elő, az együttes eloszlás összefüggőségeit figyelembe véve.

## Alkalmazásai
A próbát többek között használják:
- Véletlengenerátorok ellenőrzésére, hogy az általuk generált számok a megfelelő eloszlásúak-e, például egyenletes eloszlást követnek-e.
- Egyes statisztikai eljárások csak közelítőleg normális eloszlású valószínűségi változókra használhatók, ezért fontos azt ellenőrizni, hogy az adott minta egy ilyen eloszlásból származik-e.